# Ana María Shua

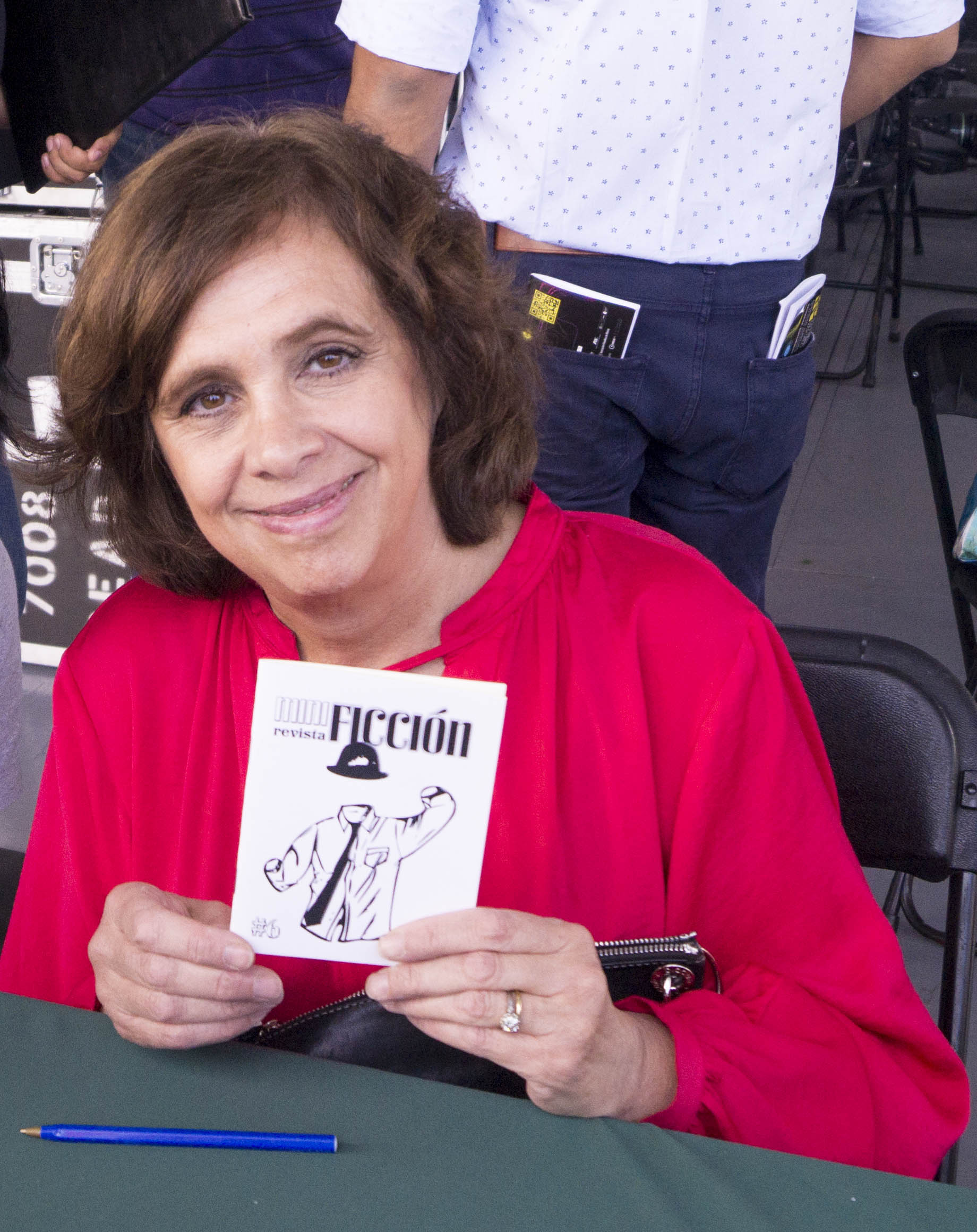
Ana María Shua

Ana María Shua (* 22. April 1951 in Buenos Aires) ist eine argentinische Schriftstellerin.

## Leben
Die jüdisch-arabischen Vorfahren der als Ana María Schoua in Buenos Aires geborenen argentinischen Autorin stammen väterlicherseits aus dem Libanon, mütterlicherseits aus Polen (ihr Familienname lautete Szmulewicz) und wanderten in den 20er Jahren des 20. Jahrhunderts in Argentinien ein. Bereits mit 15 Jahren konnte Shua erfolgreich als Schriftstellerin debütieren: 1967 veröffentlichte sie ihre Lyrikanthologie El sol y yo, die auch von der Sociedad Argentina de Escritores (SADE) ausgezeichnet wurde. Sie studierte Literatur an der Universidad de Buenos Aires und schrieb unter dem Pseudonym Diana de Montemayor einige Kurzgeschichten für eine Frauenzeitschrift. Mit 20 Jahren begann sie bei einer Werbeagentur zu arbeiten, für die sie Werbetexte und Folder verfasste.
Als sich 1976 die Junta unter Führung General Jorge Rafael Videlas an die Macht geputscht hatte, ging Shua freiwillig ins Exil. Sie ließ sich in Paris nieder und fand eine Anstellung in der dortigen Redaktion der spanischen Zeitschrift Cambio 16. Während ihre Schwester im Exil in den USA blieb und ihre Kusinen in Spanien, kehrte Ana María Shua nach etwa einem Jahr wieder in ihr Heimatland zurück und konnte dort 1980 ihren ersten Roman (Soy paciente) in Buenos Aires veröffentlichen, der von der Kritik als Metapher für das diktatorische Regime interpretiert wird. In dieser Zeit änderte sie auch die Schreibung ihres Zunamens in Shua. Über den mexikanischen Schriftsteller Edmundo Valadés lernte sie die microcuentos (Kürzestgeschichten) kennen und verfasste erste eigene Texte in dieser Gattung.
Einige ihrer Werke wurden ins Englische, Französische, Italienische, Deutsche, Polnische und Holländische übersetzt; zwei ihrer Romane wurden verfilmt: Soy paciente von Rodolfo Corral und Los amores de Laurita von Antonio Ottone 1986.

## Preise und Auszeichnungen
- Premio estímulo del Fondo de las Artes Nacionales für El sol y yo, 1967.
- Faja de Honor de la SADE für El sol y yo
- Premio Losada für Soy paciente, 1979.
- Guggenheim-Stipendium für El Libro de los recuerdos, 1993.
- Premio "Los mejores" (Venezuela) für La fábrica del terror.
- Premio "Club del Progreso" für Science Fiction, 2003.
- Premio Konex, 2004.
- Premio Konex de Platino, 2014.
- Premio Nacional de Literatura für Fenómenos de circo, 2014.
- Premio Esteban Echeverría für ihr Lebenswerk, 2014.
- Premio Asociación Artistas Premiados Argentinos für ihr Lebenswerk, 2015.

## Werke

### Romane
- Los amores de Laurita. Buenos Aires: Sudamericana, 1984.
- El libro de los recuerdos. Buenos Aires: Sudamericana, 1994 (Neuauflage Buenos Aires: Emecé, 2007).
- La muerte como efecto secundario. Buenos Aires: Sudamericana, 1997.
- El peso de la tentación. Buenos Aires: Emecé, 2007.
- Soy paciente. Buenos Aires: Losada, 1980 (Neuaufl. Buenos Aires: Sudamericana, 1996).

### Erzählungen
- Como una buena madre. Buenos Aires: Sudamericana, 2001.
- Los días de pesca. Buenos Aires: Corregidor, 1981.
- Historias verdaderas. Buenos Aires: Sudamericana, 2004.
- Viajando se conoce gente. Buenos Aires: Sudamericana, 1988.
- Que tengas una vida interesante. Buenos Aires: Emecé Editores-Grupo Planeta, 2009.
- Contra el tiempo. Madrid: Páginas de Espuma, 2013.

### Kürzestgeschichten (Microcuento)
- Botánica del caos. Buenos Aires: Sudamericana, 2000.
- Casa de geishas. Buenos Aires: Sudamericana, 1992.
- La sueñera. Buenos Aires: Minotauro, 1984.
- Temporada de fantasmas. Madrid: Páginas de Espuma, 2004.
- Cazadores de Letras. Madrid: Páginas de Espuma, 2009.
- Fenómenos de circo. Madrid: Páginas de Espuma / Buenos Aires: Emecé Editores, 2011.

### Lyrik
- El sol y yo. Buenos Aires: Ediciones Pro, 1967. (Literaturpreis des Fondo Nacional de las Artes, Faja de Honor de la Sociedad Argentina de Escritores)

### Kinder- und Jugendbücher
- Adónde está Petronillo. Buenos Aires: Ed. Sigmar, 2007.
- Ani salva a la perra Laika. Buenos Aires: Sudamericana, 1996.
- Animal rarísimo. Buenos Aires: Sudamericana, 2001.
- Bruno en la bañadera. Buenos Aires: Sigmar, 2007.
- Caracol presta su casa. Buenos Aires: Sudamericana, 2000.
- Carozo, un perro muy especial. Buenos Aires: Norma, 2015.
- Colección Animales de la Patagonia. Ed. Guadal, 2005.
- Colección Mañana de sol. Buenos Aires: Emecé Editores, 2007.
- Colección Mitos y leyendas de los dioses de Egipto. Ed. Guadal, 2006.
- Colección Yo soy. Buenos Aires: Emecé, 2007.
- Cuentos con magia. Buenos Aires: Ameghino, 1999.
- Cuentos con magia II. Buenos Aires: Ameghino, 1999.
- Cuentos de la Patagonia. Buenos Aires: Ed. Guadal, 2010.
- Cuentos del mundo. Madrid: Anaya, 2008.
- Cuentos judíos con fantasmas y demonios. Buenos Aires: Grupo Editorial Shalom, 1994.
- Cuidado que hay trampa. Buenos Aires: Random House-Mondadori, 2009.
- Dioses y hßeroes de la mitología griega. Buenos Aires: Alfaguara, 2011.
- El lobizón oculto y otras leyendas de miedo. Buenos Aires: La brujita de papel, 2012.
- El país de los miedos perdidos. Buenos Aires: Capital Intelectual, 2014.
- El valiente y la bella. Buenos Aires: Alfaguara, 1999.
- Este pícaro mundo. Buenos Aires: Ed. Anaya, 2007.
- Expedición al Amazonas. Buenos Aires: Sudamericana, 1988.
- Historia de un cuento. Buenos Aires: Sudamericana, 1998.
- La batalla entre los elefantes y los cocodrilos. Buenos Aires: Sudamericana, 1988.
- La fábrica del terror. Buenos Aires: Sudamericana, 1991.
- La fábrica del terror II. Buenos Aires: Sudamericana, 1998.
- La leyenda de la yerba mate. Buenos Aires: Sudamericana, 2002.
- La luz mala. Buenos Aires: Sudamericana, 2001.
- La nariz de Ramón. Buenos Aires: Sigmar, 2007.
- La puerta para salir del mundo. Buenos Aires: Sudamericana, 1992.
- Las cosas que odio. Buenos Aires: Alfaguara, 1998.
- Leyendas latinoamericanas. Buenos Aires: Ed. Guadal, 2014.
- Los devoradores. Buenos Aires: Alfaguara, 2005.
- Los monstruos del Riachuelo (zusammen mit Gustavo Nielsen). Buenos Aires: Alfaguara, 2001.
- Los seres extraños. Buenos Aires: Alfaguara, 2009.
- Mariposa con hipo. Buenos Aires: Sigmar, 2007.
- Mascotas inventadas. Buenos Aires: Sudamericana, 2008.
- Mi primera zanahoria. Buenos Aires: Sudamericana, 2005.
- Miedo de noche. Buenos Aires: Sudamericana, 2006.
- Miedo en el sur, El tigre-gente y otros cuentos. Buenos Aires: Sudamericana, 1994.
- Planeta miedo. Madrid: Grupo Anaya, 2002.
- Vidas perpendiculares. Buenos Aires: Santillana, 2001.

## Übersetzungen

### Ins Deutsche
- Lauritas Liebschaften. Aus dem argentinischen Spanisch von Gunhild Niggestich. Wuppertal: Peter Hammer Verlag, 1992. [Neuere Auflage: München: Deutscher Taschenbuch Verlag, 1995]
- Wie eine gute Mutter, übersetzt von Anneliese Schwarzer, in: Mohnblumen auf schwarzem Filz, eine Anthologie der Initiative LiBeraturpreis, Zürich: Unionsverlag 1988 (Übersetzung einer Erzählung aus dem Band Viajando se conoce gente)
- "Das Leben und die Pelargonien", in: Mit den Augen in der Hand: argentinische Jüdinnen und Juden erzählen. Herausgegeben und übersetzt von Erna Pfeiffer. Wien: Mandelbaum Verlag, 2014, Seite 208–215.

### Ins Portugiesische
- Contos judaicos com fantasmas e demonios. Trad. Inés Noguera. Sao Paulo: Shalom, 1994.

### Ins Englische
- Patient. Translated by David William Foster. Pittsburgh: Latin American Review Press, 1997 (Discovery Series).
- The Book of Memories. Translated by Dick Gerdes. Albuquerque: University of New Mexico Press, 1998 (Jewish Latin America Series)

### Ins Italienische
- Sono Paziente. Trans. Giovanni Lorenzi. Firenze: Gruppo Editoriale Giunti, 1997 (Zanzibar Series)